# Blížejov (zámek)
Blížejov je zámek ve stejnojmenné vesnici u Horšovského Týna v okrese Domažlice. Postaven byl v barokním slohu během osmnáctého století na místě starší vodní tvrze.

## Historie
Blížejov býval od čtrnáctého století rozdělen na dvě části, z nichž jedna patřila nejprve vladyckému rodu z Chotiměře a později k nahošickému panství. Ve druhé části na přelomu čtrnáctého a patnáctého století vznikla vodní tvrz. V té době část vesnice s tvrzí patřila Hrochovi z Blížejova uváděnému v letech 1379–1403 a po něm Václavu Šrotovi z Metelska (1413–1415). Později se dostala do majetku rodu Blížejovských z Blížejova, kterým patřila až do roku 1542. Další dějiny tvrze jsou nejasné. Určitá část vesnice však ve stejné době patřila Jetřichovi Blížejovskému, který ji roku 1552 prodal Václavu Henigárovi ze Seeberka, který sídlil v Nahošicích.
Od poloviny sedmnáctého století část s tvrzí patřila Horšovskému Týnu. Panské sídlo tak již nebylo potřebné a tvrz nejspíš zchátrala. Teprve v osmnáctém století byl na jejím místě postaven barokní zámek upravený ve druhé polovině devatenáctého století. Ve druhé polovině dvacátého století upravil zámeckou budovu místní národní výbor na ordinace Okresního ústavu národního zdraví.